# Fa Zheng
Fa Zheng (176 - 220) est un conseiller de Liu Bei.
Il quitta sa région natale et vint joindre Liu Zhang pour le servir à titre de Colonel-Consultant de l’Armée. Comme Liu Zhang ne porta pas attention à ses propositions, Fa Zheng fut grandement découragé de ne pas pouvoir être à la hauteur de ses ambitions.
En l’an 211, sur la recommandation de son ami Zhang Song, il fut envoyé par Liu Zhang dans la province de Jing pour conclure une alliance avec Liu Bei. Dès lors, il commença à planifier avec Zhang Song et Meng Da afin de remettre la province de Yi entre les mains de Liu Bei. Il tenta même de faire approuver l’assassinat de Liu Zhang à Liu Bei, mais ce dernier rejeta l’idée.
Par ses connaissances sur la topographie de la région, il fut fort utile lorsque Liu Bei partit à la conquête de la province de Yi et rédigea une lettre dans laquelle il urgea Liu Zhang à se rendre. En l’an 214, Liu Zhang abandonna la lutte et céda ses terres à Liu Bei et Fa Zheng fut nommé Grand Administrateur du district de Shu. Bien que Fa Zheng fut reconnu pour administrer de façon sévère et agressive, il conseilla à Zhuge Liang d’alléger les lois pénales, ce qui fut refusé.
Un peu plus tard, il proposa une attaque sur Hanzhong et par ses stratagèmes, il aida Huang Zhong à vaincre Xiahou Yuan lors de la Bataille de la montagne Dingjun. Il permit ainsi à Liu Bei de prendre possession de Hanzhong.
En l’an 219, avec Zhuge Liang, il demanda à Liu Bei d’assumer le titre d’empereur. Ce dernier déclina l’honneur mais finit par accepter le titre de roi de Hanzhong et conséquemment Fa Zheng fut nommé chef du Secrétariat. Par la suite il convainquit Liu Bei de prendre pour épouse la jeune sœur de Wu Yi, l’impératrice Mu.
Enfin, en l’an 220, après que les forces de Cao Cao furent totalement repoussées de Hanzhong, Fa Zheng mourut à l’âge de 45 ans et Liu Bei le pleura pendant des jours.

## Informations complémentaires

### Autres articles
- Trois Royaumes de Chine et Chroniques des Trois Royaumes
- Dynastie Han